# Olga Kazi
Olga Kazi, po mężu Gyulai (ur. 10 maja 1941 w Kispescie, obecnie w Budapeszcie) – węgierska lekkoatletka specjalizująca się w długich biegach sprinterskich i biegach średniodystansowych, dwukrotna uczestniczka letnich igrzysk olimpijskich (Rzym 1960, Tokio 1964).
Jej mąż István Gyulai także był lekkoatletą, ich synowie: Márton i Miklós Gyulai byli bobsleistami, Miklós uprawiał także biegi sprinterskie.

## Sukcesy sportowe
- dwukrotna mistrzyni Węgier w biegu na 400 m – 1960, 1963
- pięciokrotna mistrzyni Węgier w biegu na 800 m – 1960, 1961, 1962, 1963, 1965
- mistrzyni Węgier w biegu na 1500 m – 1968
- mistrzyni Węgier w biegu przełajowym – 1962[1]

| Rok  | Miasto       | Zawody             | Konkurencja   | Wynik         |
| ---- | ------------ | ------------------ | ------------- | ------------- |
| 1962 | Belgrad      | mistrzostwa Europy | bieg na 800 m | brązowy medal |
| 1963 | Porto Alegre | uniwersjada        | bieg na 800 m | złoty medal   |

## Rekordy życiowe
- bieg na 400 m – 54,9 – 1963
- bieg na 800 m – 2:05,0 – Belgrad 16/09/1962